# المذابح خلال الحرب العثمانية الإيطالية
ارتكبت القوات العثمانية والإيطالية سلسلة من المذابح خلال الحرب العثمانية الإيطالية، ففي أكتوبر عام 1911، قامت القوات العثمانية بذبح القوات الإيطالية الأسيرة في شارع الشط. وردًا على ذلك، ذبحت القوات الإيطالية عدة آلاف من المدنيين في واحة المشية.

## الخلفية
غزت إيطاليا طرابلس العثمانية (ليبيا العثمانية) في عام 1911 بهدف ضم الإقليم كمستعمرة إيطالية؛ قاوم العثمانيون الغزو الإيطالي وكانت النتيجة الحرب الإيطالية التركية. تعاون بعض الليبيين مع الإيطاليين، بشكل رئيسي في مدينة طرابلس، لكن أولئك الذين في الداخل الليبي دعموا الأتراك إلى حد كبير بسبب دينهم المشترك. وخلال الحرب، استخدمت القوات الإيطالية العنف العشوائي مرات عديدة لإخضاع المدنيين الأصليين.

## مذبحة شارع الشط
في 23 أكتوبر 1911، تعرضت القوات الإيطالية لهجوم من قبل 10,000 جندي [بحاجة لمصدر] من القوة التركية الليبية أثناء سيرها عبر واحة المشية، في مكان يُدعى شارع الشط. بعض الروايات[بحاجة لمصدر] تفيد بأن القوات التركية استولت على سريتين في مقبرة قريبة، وقتلت 250 أسيرًا إيطاليًا. يُزعم أن الجثث الإيطالية تم تسميرها على الأشجار وتشويه أعينها وأعضائها التناسلية، ويدعي البعض أنها انتقامًا من جرائم جنسية ضد امرأة محلية التي ارتكبتها القوات الإيطالية.

## مجزرة واحة المشية
في اليوم التالي رد الإيطاليون بمهاجمة سكان واحة المشية المجاورة، مما أسفر عن مقتل آلاف الأشخاص بما في ذلك النساء والأطفال على مدار ثلاثة أيام.[بحاجة لمصدر] ومع أن الإيطاليين قد اتخذوا تدابير لمنع وصول أخبار هذا الإجراء إلى العالم الخارجي، غطى مراسلو الصحافة الأجنبية الحدث بالتفصيل. أثرت هذه التغطية السلبية في قرار البرلمان البريطاني في وقت لاحق من ذلك الشهر لاتخاذ مسار أكثر تأييدًا لتركيا، ورفض اتفاقية متوسطية أنجلو-إيطالية مقترحة.

## روايات معاصرة
بعد الأحداث، اتخذت الروايات المعاصرة الداعمة والمعارضة للأعمال الإيطالية وجهات نظر متعارضة حول الحادث: 
 لمدة ثلاثة أيام، تعرضت الواحة لمجزرة بالجملة والتفصيل. لقي حوالي 4000 رجل وامرأة وطفل حتفهم خلال ذلك - والغالبية العظمى منهم كانوا أبرياء بالتأكيد من أي مشاركة مهما كانت في الهزيمة الإيطالية. لقد قُتلوا في الشوارع، في منازلهم ومزارعهم وحدائقهم، ووفقًا لرواية فظيعة غريبة من قبل ضابط بريطاني يخدم مع القوات التركية، [فقد قُتلوا كذلك] في مسجد، حيث لجأت إليه عدة مئات من النساء والأطفال. ...اتفق جميع مراسلي الصحف على الحقائق الرئيسية. 

شجَّبت المعارضة حجج الصحافة الأجنبية ووصفتها بأنها مبالغ فيها: 
 أعنف الاتهامات الموجهة ضد القوات الإيطالية من قبل نصف دزينة هستيرية - وبعبارة ملطفة - صحفيون غير دقيقين، معظمهم لا يتحدثون بكلمة إيطالية أو عربية، وقد وجدوا مصداقية جاهزة، وأثيرت صرخة «الفظائع الإيطالية» مع تأثير عظيم. ... يجب أن نتذكر بالطبع أن العديد من الأشخاص في إنجلترا الذين كانوا يصرخون ضد إيطاليا، والذين ليس لديهم فكرة عن معنى الدليل، كانوا هم أنفسهم، خلال حرب البوير، يصرخون ضد إنجلترا، وتحدثوا عن «الأساليب البربرية» البريطانية... 

## بعد المؤثرات
بدأ أحد معارضي التدخل الإيطالي في غزو ليبيا العثمانية، وهو ناشط اشتراكي يدعى بينيتو موسوليني، يغير رأيه بعد وصلت أنباء المذبحة لإيطاليا. في وقت لاحق في أواخر العشرينيات من القرن الماضي، استشهد موسوليني بمذبحة شارع الشط عندما فرض سلامته على ليبيا.

## الذكرى
أقيم نصب تذكاري، نحته بوبليو موربيدوتشي، لجنود المشاة الإيطاليين الذين قتلوا في شارع الشط، في بياتزالي دي بورتا بيا في عام 1932.